# Cnemaspis baueri
Cnemaspis baueri es una especie de gecos de la familia Gekkonidae.

## Distribución geográfica yhábitat
Es endémica del arco exterior del archipiélago de Seribuat (Malasia Peninsular).